# Cahiers d'Outre-Mer
 (juin 2016).
Les Cahiers d'Outre-Mer sont une revue trimestrielle de géographie orientée vers la diffusion de l'approche géographique française et francophone des connaissances sur le domaine tropical. À sa création, elle a reçu le soutien de la Société de géographie de Bordeaux. Seule revue française à se situer dans ce registre scientifique, elle comprend des articles des universitaires des pays du Nord et du Sud et, de façon complémentaire, des étudiants avancés dans ce domaine de recherches.
Les Cahiers d’Outre-Mer ont été fondés en 1948 par Louis PAPY et sont publiés par les Presses Universitaires de Bordeaux avec le soutien de l’Université Bordeaux Montaigne et du laboratoire Les Afriques dans le Monde (UMR 5115).